# 強 (歌手)
強（つよし、1983年〈昭和58年〉6月3日 - ）は、日本のシンガーソングライター。大阪府出身。

## 経歴・人物
大阪市都島区出身。平安高校野球部で甲子園出場の経験を持つ。卒業後は龍谷大に進学するも休学して上京（のちに中退）。ストリートミュージシャンに感銘を受け、大阪でバンド活動を開始。その後ソロとなり2008年にアルバム「全ては唄の中で」でデビュー。ET-KINGを輩出したテレビ東京「流派-R」の新人発掘イベント「R-BATTLE」にて200組中で3位になり一躍注目を集める。2015年より様々なお店で着席型のアコースティックライブ「TSUYO'S Cafe」と題した活動を全国で展開中。一方役者として舞台でも活躍の幅を広げる。

### 野球歴
大阪都島ボーイズから原田英彦監督率いる京都府の名門・平安高校に進学。2001年に副主将として夏の甲子園に出場するも、準々決勝で愛媛県の松山商に敗れベスト8。主将の補佐役に徹し、伝令とベースコーチでチームの士気を高めた。甲子園での打席は一度だけで、松山商戦での1点をリードされた9回1死無走者で投手・高塚の代打である。スライダーが左ヒザをかすめ死球で出塁後、ヒットエンドランのサインミスではあったが二盗に成功。だが後続打者の遊ゴロで飛び出し狭殺プレーでアウト。試合はそのまま惜敗した。この時のエピソードは自身がクラウドファンディングで草野球の助っ人になる企画をした際に注意書きとして「2塁走者の場合、飛び出す恐れがあります。」と記載された。チームは続く秋の国民体育大会準決勝で奈良県の智弁学園に敗れベスト4。

### スポーツ界との関係
- 野球で培った反骨心の歌詞が多くのアスリートの共感を生み、2013年には「カーテンコール」が阪神タイガース西岡剛の打席登場曲となった。その後西岡の為に「スーパースター」を書き下ろす[6]。
- 西武ライオンズ浅村栄斗や阪神タイガース陽川尚将などの打席登場曲として楽曲が使用される。なお浅村･陽川両選手は大阪都島ボーイズの後輩でコーチとして指導もしていた。この時の浅村との出会いを基に作成させた楽曲が「やんちゃ坊主」であり、2015年より浅村の打席登場曲として使用される[7]。浅村は同曲のミュージックビデオに当時のチームメイトと共に出演[8]。
- 格闘家の皇治の入場曲としてHEAT参戦時より「スーパースター」が使用され強の生歌で入場する事もある。皇治の提案で「スーパースター皇治ver」が制作され、皇治自身も歌詞を考えた[6]。
- 元サッカー日本代表の岩波拓也（浦和）には2016年五輪直前の怪我を乗り越えてリオ五輪代表選出時に五輪出場と誕生日を記念し、日の丸を背負い戦う岩波へのエールになるよう「クソッタレが原動力」を制作。この曲はサッカー以外にも岩波と親しい多くのプロアスリートがコーラスとして参加[9]。「クソッタレが原動力」は楽曲だけでなくキャッチコピーとしてもサッカー界全体に広まる[9]。特に大分トリニータの選手をはじめサポーターにまでその歌詞が共感され反響が大きくなる。その思いを汲み取った強が「クソッタレが原動力～大分トリニータver.」を制作するとサポーターから感激と感謝の言葉が多く寄せられた[10]。
- プロボクサーの宮崎亮との交流から亀田ジムでも曲が流されている[4]。
- 2021年には軟式野球実業団チーム「ゴリラクリニックベースボール」とのタイアップで「ベースボールホリック」を制作[11]。なおゴリラクリニックベースボールの監督は平安高校の1学年後輩で共に甲子園出場した元プロ野球選手の今浪隆博。
- 2024年5月25日に関西独立リーグ（さわかみ関西独立リーグ）の大阪ゼロロクブルズで7月7日の試合（淡路島ウォリアーズ戦）に「1日監督」を務めることが発表された[12]。試合を控えた7月5日に、選手（外野手）としての支配下登録・出場登録がリーグから公示された[13]。背番号は244。試合当日は代打で途中出場して、2打数2安打1打点の成績を残し、チームは12対2でコールド勝ちを収めている[14]。その後の試合出場はないが、登録上、同年度はゼロロクには在籍したままであった。

### その他
- 2019年8月、Youtubeチャンネル「釣り好きやねん」のテーマソングを作成[15]。打合せから録音時の映像などで出演している（出演回Part.1/Part.2）。

## CD・曲

### シングル
- スーパースター（2013.09.11）

### アルバム
- 全ては唄の中で（2008.09.24）
  - INTRO
  - RUDEBOY ON THE MIC
  - UNSTOPPABLE(feat.VADER)
  - mi caan believe
  - 手紙～All in my song～
  - No Way
  - 五月山

- カーテンコール（2010.08.11）
  - My Dear Friend ～今も変わらず～
  - Let It Go Ocean
  - skit
  - Hotter Girl feat.TAK-Z、HISATOMI
  - 25の夜
  - カーテンコール
  - シアワセノカタチ
  - カーテンコール (アコースティックver)

- SUN RISE（2011.07.27）
  - A summer day
  - ハジマリマッセ
  - SUN & MOON feat. ハイジ
  - 今ごろになって
  - Catch the future
  - Why the child cries??
  - Ing a oh ho!!
  - 五月山 ～piaono version～

- スーパースター（2014.04.16）
  - スーパースター
  - 青春プレイバック ～この街に生まれ育って良かった～
  - BABY GIRL
  - どうかしてるぜ。僕ら･･･feat.SA.RI.NA(new mastering)
  - 少年は大人になってまた少し子供になった
  - Surprise song
  - ヴァージンロード feat 藍(ex RSP)
  - 笑っていこうぜ

- 強BEST（2015.11.18）
  - やんちゃ坊主
  - 笑っていこうぜ
  - スーパースター
  - NEVER SAY NEVER せねば feat.BUCCI from ET-KING
  - SUN & MOON feat.ハイジ
  - 五月山 ～piano ver.～
  - ヴァージンロード feat.藍
  - 今ごろになって
  - どうかしてるぜ。僕ら… feat.SA.RI.NA
  - 泡沫のsummer love feat.SAKI (ex. RSP)
  - 手紙 ～All in my song～
  - 9.25
  - 青春プレイバック ～この街に生まれ育って良かった～
  - カーテンコール

- Revolving Runturn（2018.08.22）
  - 白いジープに乗って
  - OMGTB
  - グランドスラム
  - 中之島ブルース
  - 俺たちは知ってる feat.アキナ
  - Happy Birthday ～派手にいきましょう～
  - へべれけ讃歌
  - 走馬灯
  - クソッタレが原動力
  - 母よ
  - BABY SMILE

- アコギとツヨシ（2020.09.01）
  - Never say never せねば
  - スーパースター
  - パラララ feat.アリル
  - 五月山 covered Saki
  - Stupid love
  - KAORI feat.松本優[16]
  - 2020年、無観客になった

### 配信
- スーパースター（皇治ver）（2020.09.26）
- KAORI（2020.09.29）
- ダークヒーロー（2021.06.23）
- Crossroad (feat. RYO the SKYWALKER)（2021.09.28）
- BASEBALL HOLIC（2021.10.12）
- ossan be ambitious～オッサンよ大志を抱け～ (feat. マホフォレシタン)（2022.08.06）
- コダワレ（2022.09.15）
- 拝啓、戦う君へ（2022.12.06）
- おもろいことしよーぜ（2023.12.23）

### DVD
- 強ワンマンLIVE 2020（2020.12.08）
- 強ワンマンLIVE 2021 大阪城音楽堂（2022.01.25）
- 強ワンマンLIVE 2021 ビルボード大阪（2022.01.26）

## 楽曲情報
- 「カーテンコール」「スーパースター」阪神タイガース 西岡剛 打席登場曲
- 「やんちゃ坊主」西武ライオンズ 浅村栄斗 打席登場曲
- 「静寂と歓喜～グランドスラム～」阪神タイガース 陽川尚将 打席登場曲
- 「クソッタレが原動力」千葉ロッテマリーンズ 山口航輝 打席登場曲
- 「やんちゃ坊主」中日ドラゴンズ 細川成也 打席登場曲
- 「スーパースター（皇治ver）」「やんちゃ坊主」「ダークヒーロー」格闘家 皇治 入場曲

## 舞台出演
- 激富2019年本公演「Vapor Trail ～想いの真ん中～」[17]
- 激富2023年本公演「End of the day ～あすくる～」日替りゲスト[18]